# Аед
Аед (на старогръцки ἀοιδός / aoidós, от глагола ᾄδω / áidô, певец) в Древна Гърция е класически гръцки певец, който пее народни песни, залегнали в древния гръцки епос, придружени от струнни музикални инструменти като лира, форминга или ситара. Различава се от певците в по-късния период по това, че аедът композира свои собствени творби. По това прилича на келтските бардове и на други по-късни народни певци. Най-известният аед е Омир.
Може да са странстващи музиканти или на постоянна служба при царете или гръцките общности, главно до VII – VI в. пр.н.е. – по-късно аедът е заменен от рапсод.
Песните имат импровизационен характер и оказват значително влияние върху развитието на гръцкия епос. Поемата на Омир „Одисея“ изобразява аеда Демодок, който пее в двореца на Алкиной, царя на феаките. И до днес Омир се счита за автор на „Илиада“ и „Одисея“, въпреки че има и мнения, че това не е един човек, а цяла група.